# Novik

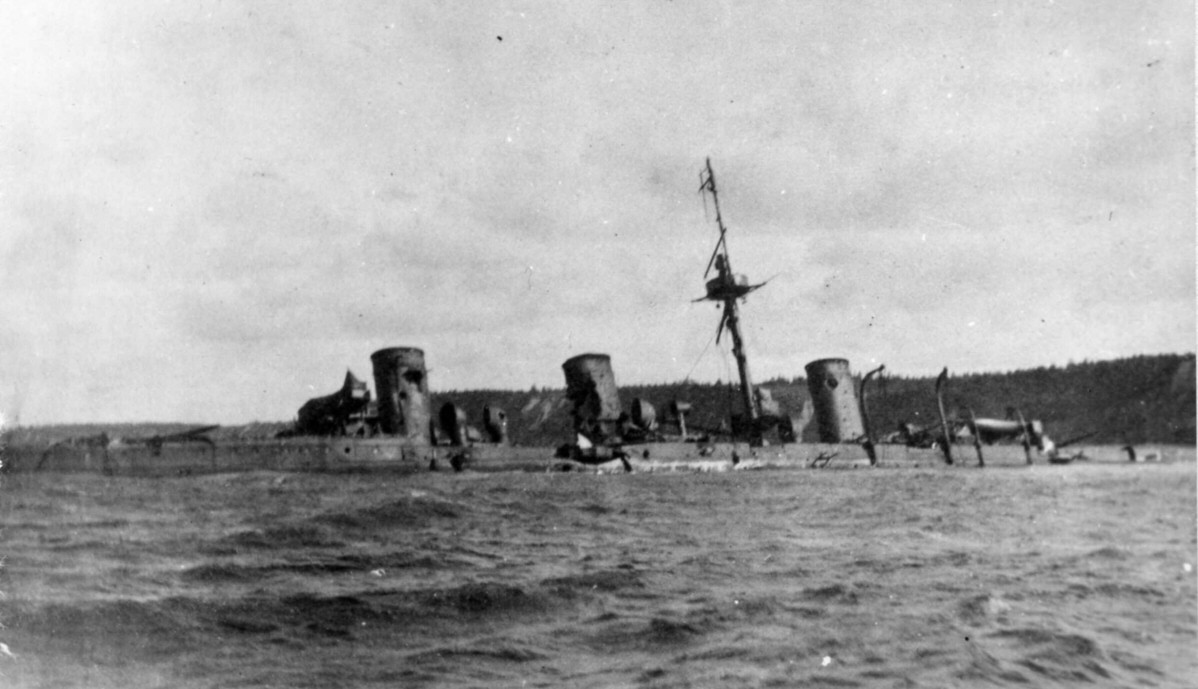
De gezonken Novik in 1904

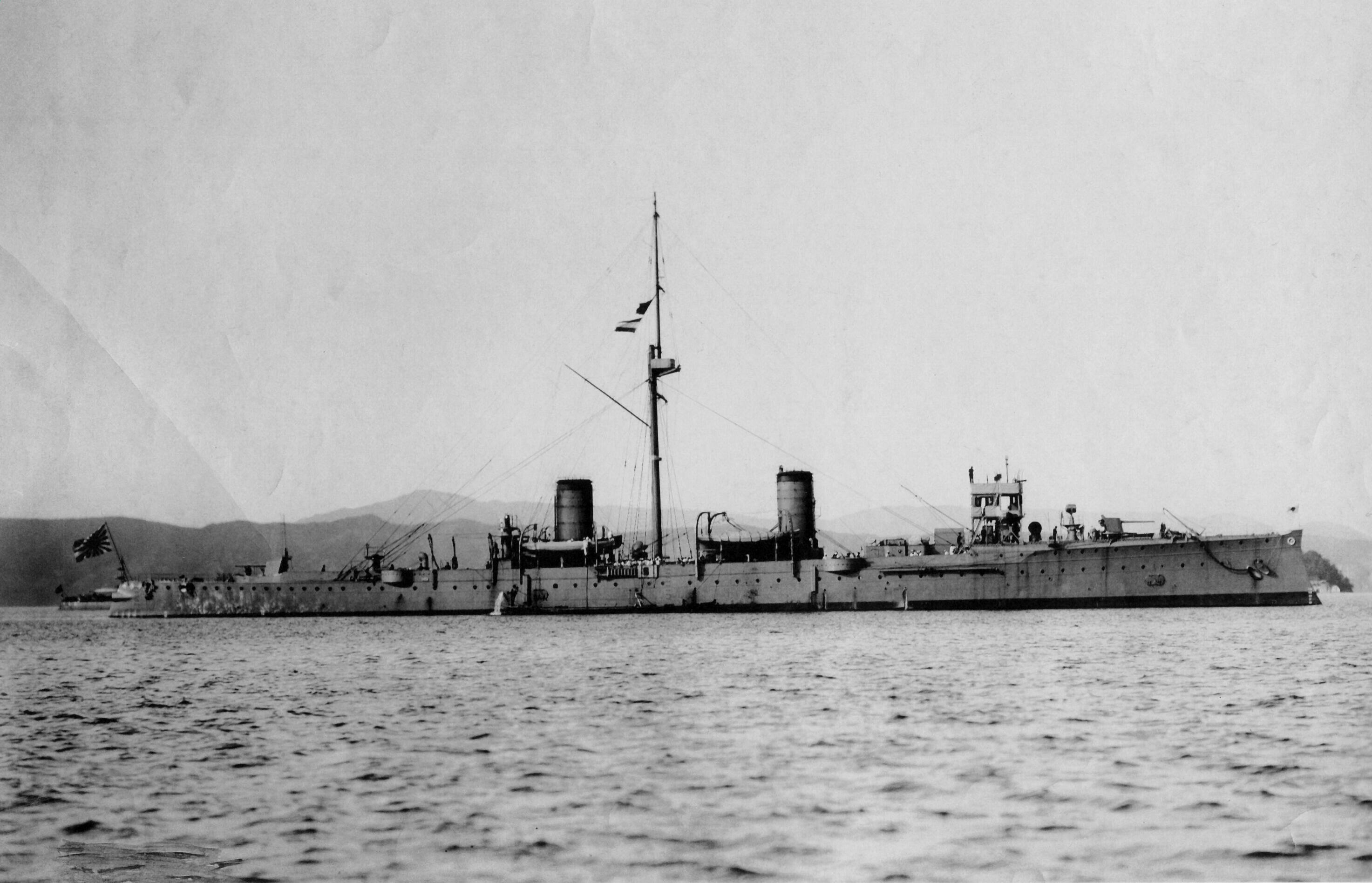
Suzuya in 1908

De Novík (Russisch: Новик, "nieuweling") was een kleine, snelle pantserkruiser van de Keizerlijke Russische Marine.

## Bouw
Het schip werd in 1898 besteld bij de Duitse scheepswerf Schichau-Werke. De kiel werd gelegd in februari 1900 en het liep op 2 augustus 1900 van stapel. Het ging op 3 mei 1901 in dienst.
De Novik was voor zijn tijd een kleine en snelle kruiser van 3080 ton, 110 meter lang en haalde 25 knopen met zijn stoomaandrijving van 18.000 pk. Het dek was gepantserd met 50 mm dik staal. Het schip kon 500 ton kolen laden, wat het aan 20 knopen een actieradius van 500 zeemijl gaf. De bemanning telde 340 man en het was bewapend met zes 120mm-kanonnen.

## Inzet

### Keizerlijke Russische Marine
In de Russisch-Japanse Oorlog van 1904-1905 was de Novik die in de aanval op Port Arthur naderde op 900 m van de Japanse vloot en een torpedo afvuurde.
Tijdens de Slag op de Gele Zee ontsnapte de Novik samen met het beschadigde slagschip Tsesarevitsj naar de neutrale Duitse haven Tsingtao.
Om niet aan de ketting gelegd te worden, besloot kapitein Nikolaj von Essen om verder te vluchten naar Vladivostok. De Novik werd achtervolgd door de kruiser Tsushima en  daarna ook de Chitose. Bij het bunkeren van kolen te Sachalin werd de Novik opgemerkt en zat hij vast in de Anivabaai. De volgende Slag bij Korsakov was hopeloos en von Essen bracht de Novik zelf tot zinken.

### Japanse Keizerlijke Marine
De Japanse Keizerlijke Marine was onder de indruk van de snelheid van Novik en besloten het schip te lichten. Het wrak werd hersteld op de Yokosuka marinewerf. De reparatiewerkzaamheden waren ingrijpend, de originele ketels werden vervangen door acht Miyabara-ketels, van de drie schoorstenen beleven er twee over en het vermogen werd verlaagd tot 6000 pk. De voorste en achterste kanonnen werden vervangen door 120mm-kanonnen en de vier midscheeps opgestelde 120mm-kanonnen werden vervangen door exemplaren met een kaliber van 76mm. Alle reparaties waren in december 1908 voltooid en het schip kreeg een nieuw naam Suzuya.
Ze werd ingezet als verkenner. Door de reductie van het vermogen was de topsnelheid verlaagd naar 19 knopen. De ontwikkeling van draadloze communicatie maakte haar rol overbodig. Suzuya werd ingezet voor de kustverdediging. Op 1 april 1913 was ze verouderd en werd verkocht voor de sloop.